# Stephen Henry

## Biografía
Stephen Henry es director de teatro y productor, nacido en Londres, Reino Unido. Estudió la primaria en St. John Fisher School y la secundaria en Trinity Catholic High School, en Epping Forest, Londres. Posteriormente estudió Drama y Educación en University of Surrey, (St Mary's College). Stephen también tiene formación como director de teatro en el Drama Studio de Londres, de donde se graduó en 1998. 
Stephen dirigió Terrence McNally's Love! Valour! Compassion! (Ganador del premio a Mejor Conjunto y Mejor Actor en el Festival de Edimburgo). Esta obra se presentó después en el teatro de Tristan Bates, en Londres. Asimismo, dirigió Spring Awakening de Frank Wedekind en el Teatro de Jermyn Street, en Londres, recibiendo por esta puesta el premio Bulldog Prinsep Theatrical. Dicho montaje también se presentó en el Teatro Bates Tristán de Londres. En su carrera como director continuó con el montaje de To Have and To Hold de Paul Harris, con Cory English. Al mismo tiempo, dirigió Corpus Christi de Terrence McNally, cuya premier europea fue en el Festival de Edimburgo. Dicha producción se presentó también en el Pleasance Theatre de Londres, producido por Guy Chapman and Associates, Sarah Earl Productions.
Oxford Playhouse “ revival” de Another Country de Julian Mitchell, fue dirigida por Stephen y sirvió para la reapertura del Arts Theatre en el West End, donde desarrolló una nueva obra de Sam McCartney y Body Language (Ser Olivia). Otros proyectos incluyen ecstasy + GRACE, de James Martin Charlton, en el Teatro Finborough de Londres, donde también produjo Pains of Youth de Bruckner, Stevie Jay in Life y The Silent Treatment de Chris Pickles. Dirigió los talleres de las obras Meers Fuddy de David Lindsay para el National Theatre Studio/Southwark Playhouse y The Lightning Child de Elizabeth Hopley en The Old Vic.
Esteban dirigió un taller de la obra Five Flights del autor canadiense Adam Bock en el Pleasance Theatre, con Scott Capurro. Desarrolló Matthew Todd’s, una nueva obra de Blowing Whistles, en el Jermyn Street Theatre para Trilby Productions. Su King's Head Theatre producción de The Lisbon Traviata, con David Bamber y Marcus D'Amico, fue nominada para la mejor producción de 2004 en los premios de Whatsonstage. También fue el director original de la producción Visiting Mr. Green, de Jeff Baron, en el New End Theatre y participó como director en numerosas producciones incluyendo Uncle Vanya, Kiss of the Spider Woman, y My Heart is a Suitcase para el Drama Studio London, donde trabaja regularmente como profesor de actuación y director de teatro.
Esteban trabajó como voluntario para el London Pride Festiva (Theatre) 2004/2005 y como productor de The Pride Season of Theatre con algunas producciones que incluyeron adaptaciones de Go Fish! (Zip Antics Theatre Company) y New Boy (Questors Theatre), Citizenship, de Mark Ravenhill como parte del National Theatre Connections Programme, y L’homosexual de Copi, dirigida por Carole Menduni. La temporada también incluyó Fiona Staniland as Darlene Meatrick, and Nathan Martin en I wish it so! y The International Play Competition, presentando la lectura de 12 nuevas obras como Hedwig and the Angry Inch en el Heaven Nightclub con David Badella.
En los últimos años ha dirigido The Irish Curse de Martin Casella, que se presentó en el Edinburgh Festival, así como en Dublín, Irlanda. En 2008 dirigió The Baby Box de Chris Leicester. Para el Drama Studio London dirigió Oscar Wilde’s An Ideal Husband, Noel Coward's Blithe Spirit, y Anton Chekhov's The Cherry Orchard.
Esteban es el fundador-director de Theatre 28 Ensemble, Great Britain, y miembro del British Equity y del Directors Guild of Great Britain. Está registrado como maestro de teatro en la London Academy of Music and Dramatic Art.